# Animangá (editora)
Animangá foi uma loja/editora especializada na divulgação de mangás e animes situada na cidade de São Paulo, Brasil.

## Descrição
A Animangá foi uma loja de mangá, animes e tokusatsus do Brasil, tendo publicado diversos títulos nacionais e importados, além de miniaturas, cards, CDs e muito mais.
Era também editora e foi pioneira na publicação de mangás adaptados ao público brasileiro. Destacam-se nas suas edições o mangá Ranma ½ (apenas 29 volumes) traduzido por Cristiane Akune Sato, presidente da ABRADEMI, o Dicionário Romanizado Japonês-Português e Por Dentro do Japão, um livro sobre cultura japonesa. Possuía também uma escola onde ensinava a desenhar mangás, animações japonesas (que contou com um animador japonês  chamado Jooji Oka, da empresa Doga Kobo), língua japonesa e Shodö.
Manteve-se activa entre 1998 e 2003.